# Powiat Pleschen
Powiat Pleschen (niem. Kreis Pleschen, pol. powiat pleszewski) – niemiecki powiat istniejący w okresie od 1818 do 1919 r. na terenie prowincji poznańskiej.
Powiat Pleschen utworzono w 1818 r. W 1918 r. w prowincji poznańskiej wybuchło powstanie wielkopolskie przeciwko rządom niemieckim i powiat znalazł się pod kontrolą powstańców. W ramach traktatu wersalskiego z 1919 r. terytorium powiatu Pleschen trafiło do państwa polskiego.
W 1910 r. powiat obejmował 124 gminy o powierzchni 482,46 km² zamieszkanych przez 37.362 osób.